# Lophiobagrus brevispinis
Lophiobagrus brevispinis és una espècie de peix d'aigua dolça de clima tropical de la família dels claroteids i de l'ordre dels siluriformes. Poden assolir fins a 5,1 cm de longitud total.
Es troba a Àfrica: llac Tanganyika.